# Перут Чемутаї
Перут Чемутаї (англ. Peruth Chemutai, нар. 10 липня 1999) — угандійська легкоатлетка, яка спеціалізується в бігу з перешкодами.

## Спортивні досягнення
Олімпійська чемпіонка з бігу на 3000 метрів з перешкодами.
Учасниця олімпійських змагань з бігу на 3000 метрів з перешкодами на Іграх-2016, де не пройшла далі попереднього забігу.
Бронзова призерка чемпіонату світу з кросу в командному заліку в дорослій віковій категорії (2019). В особистому заліку фінішувала 5-ю.
Бронзова призерка чемпіонату світу з кросу в командному заліку в юніорській (до 20 років) віковій категорії (2017). В особистому заліку фінішувала 7-ю.
Фіналістка змагань з бігу на 3000 метрів з перешкодами на чемпіонатах світу — 5-е місце у 2019 та 11-е місце у 2022.
Бронзова призерка Ігор Співдружності у бігу на 3000 метрів з перешкодами (2022).
Срібна призерка чемпіонату світу серед юніорів у бігу на 3000 метрів з перешкодами (2018).
Рекордсменка Уганди з бігу на 3000 метрів з перешкодами та шосейного бігу на 5 кілометрів.